# Mathilde Krim
Mathilde Krim (nascida Galland; em hebraico:  מתילדה קרים; Como, 9 de julho de 1926 - 15 de janeiro de 2018) foi a fundadora da Fundação Americana para Pesquisa sobre AIDS (amfAR), e uma das mais importantes pesquisadoras na luta contra a AIDS.

## Biografia e carreira
Filha de um pai protestante suíço e de uma mãe católica italiana, Mathilde Krim nasceu em Como, na Itália. Ela recebeu seu título da Universidade de Genebra, na Suíça, em 1953. Em 1950, ela casou-se com David Danon, com quem havia cursado a faculdade de medicina na mesma Universidade. Eles tiveram uma filha e logo após deixaram a Suíça, mudando-se para o país de origem de seu esposo, o então recém criado Estado de Israel. De 1953 a 1959, ela deu prosseguimento a pesquisas em citogenética e vírus causadores de câncer, no Instituto Weizmann de Ciência em Israel, onde ela foi um membro da equipe que desenvolveu, pela primeira vez, um método para identificação pré-natal do sexo do bebê.
Depois de seu divórcio, Krim se mudou para Nova Iorque e juntou-se à equipe de pesquisa da Faculdade de Ciências Médicas na Universidade Cornell, após seu casamento em 1958 com Arthur B. Krim — a um advogado de Nova Iorque, diretor da United Artists, mais tarde fundador da Orion Pictures, membro ativo do Partido Democrata, e consultor dos presidentes John F. Kennedy, Lyndon Johnson, e Jimmy Carter. Foi na casa de Krim em Nova Iorque que ocorreu, em 19 de maio de 1962, a famosa festa de aniversário de 45 anos para o Presidente John F. Kennedy, com a presença de muitos famosos (Robert Kennedy, Marilyn Monroe, Maria Callas, Jack Benny, Harry Belafonte).
Durante seu casamento, Arthur e Mathilde Krim foram muito ativos no movimento dos direitos civis dos negros nos Estados Unidos, nos movimentos pela independência da África do Sul e da Rodésia, nos Movimentos civis LGBT e em muitos outros movimentos por direitos humanos e liberdades civis.
Em 1962, Krim tornou-se pesquisadora do Instituto Sloan-Kettering, destinado a pesquisa sobre o Câncer e, de 1981 a 1985, ela foi diretora de seu laboratório de interferon. Ela foi professora adjunta de saúde e gestão públicas na Mailman School of Public Health da Universidade de Columbia.
Logo após os primeiros casos de AIDS relatados em 1981, Krim reconheceu que a nova doença levantava sérias questões médicas e científicas e que viria a ter impacto sociopolítico de grandes proporções. Ela se dedicou a difundir informação sobre a AIDS junto ao público em geral e à produção de conhecimento sobre suas causas, modos de transmissão e padrões epidemiológicos. Com Elizabeth Taylor, ela fundou a Fundação Americana para Pesquisa sobre AIDS contribuindo com quantia generosa de seus próprios recursos e empregando suas habilidades notáveis para a disseminação de informação e pesquisa sobre AIDS.
Krim tem 16 títulos de doutorado honoris causa  e recebeu muitos outros distintitvos. Em 2000, o Presidente Bill Clinton deu a ela a Medalha Presidencial da Liberdade, em reconhecimento a seu "extrapordinário compromisso."
Ela se converteu ao judaísmo. Quando morou na Suíça, ajudou membros do movimento de resistência judeu, Irgun, em seus esforços para comprar armas de membros da resistência francesa, antes da Independência de Israel. Depois de se mudar para os Estados Unidos, ela tornou-se bastante ativa em levantar doações para Israel.